# باور نادرست ده درصد از مغز
باور نادرست استفاده از ده درصد مغز یک باور پذیرفته شده به‌طور گسترده در بین مردم است که می‌گوید همه یا اکثر انسان‌ها تنها از ۱۰ درصد یا مقدار کم دیگری از مغزشان استفاده می‌کنند. همچنین گفته شده‌است که افراد ممکن است از این قسمت دست نخورده بهره‌برداری کنند و هوش خود را افزایش دهند. این باور در مورد افرادی چون آلبرت اینشتین نیز به کار رفته‌است و گفته شده که آن‌ها توانسته‌اند از مقداری کمی بیشتر از مغزشان استفاده کنند و بدین ترتیب موفق به درک پدیده‌های پیچیده شده‌اند.

مغز و جمجمه انسان

باوجود اینکه هوشیاری را می‌توان با تمرین افزایش داد، این مطلب که بخش‌های بزرگی از مغز غیرفعال‌اند و ممکن است فعال شوند پیش از آنکه ریشهٔ علمی داشته باشد، باوری عامیانه در میان مردم است. هرچند هنوز کارکرد بخش‌های مختلف مغز به درستی روشن نشده‌است، پژوهش‌ها نشان می‌دهد که همه قسمت‌های مغز کارکردی دارند و غیرفعال نیستند.

## تحلیل و دلایل نادرستی
بری گوردون، متخصص مغز و اعصاب، این باور را غلط دانسته و توصیف می‌کند: «ما از تمامی قسمت‌های مغز استفاده می‌کنیم و بیشتر قسمت‌های مغز اکثر اوقات فعال هستند.»
محقق علوم اعصاب، بری بویرشتاین، هفت دلیل برای رد این باور بیان می‌کند:
- بررسی آسیب‌دیدگی‌های مغزی: اگر ۹۰ درصد از مغز بی‌استفاده باشد، آسیب به این نواحی نباید بر عملکرد مغز اثری داشته باشد در مقابل، تقریباً هیچ ناحیه‌ای از مغز وجود ندارد که در صورت آسیب‌دیدگی باعث از دست دادن توانایی و قابلیت‌های جسمی نشود. حتی خفیف‌ترین آسیب‌ها به کوچکترین بخش‌های مغز می‌تواند آسیب‌های جدی به همراه داشته باشد.
- تصاویر گرفته‌شده از مغز نشان‌دهنده این هستند که بدون توجه به اینکه چه کاری انجام می‌دهیم، همهٔ بخش‌های مغز همیشه فعال هستند. بعضی از بخش‌ها در یک زمان از سایر بخش‌ها فعال ترند، ولی به استثنای آسیب‌های مغزی (به بخش‌هایی از مغز) هیچ بخشی در مغز وجود ندارد که کاملاً غیرفعال باشد.
- مغز بخش بسیار بزرگی از اکسیژن و مواد مغذی در مقایسه با بقیهٔ اعضای بدن را به خود اختصاص می‌دهد و چیزی در حدود بیست درصد از انرژی بدن را نیاز دارد (بیشتر از سایر ارگان‌های بدن)، با توجه آنکه مغز، دو درصد از وزن بدن انسان را نیز تشکیل می‌دهد.[۶][۷] اگر ۹۰ درصد آن بدون استفاده باشد یک مزیت بسیار بزرگ برای زنده ماندن انسان‌هایی با مغز کوچکتر و کارآمد تر وجود دارد و اگر این صحیح باشد، در فرایند گزینش طبیعی، مغز ناکارآمد حذف می‌شود این نیز بسیار بعید است که یک مغز با داشتن ماده زائد بسیاری در تکامل پیروز شده و در جایگاه نخست قرار گیرد. با توجه به خطر تاریخی مرگ در هنگام زایمان در ارتباط با اندازه بزرگ مغز (با توجه به اندازه اسکلت جمجمه موجود)[۸] این یک سد بزرگی در مقابل گزینش طبیعی است در صورتی که تنها ۱۰ در صد از مغز قابل استفاده باشد.
- تصویربرداری از مغز، با تکنولوژی‌هایی مانند تصویربرداری با مواد رادیو اکتیو پوزیترون دهنده (PET) و تصویرسازی تشدید مغناطیسی کارکردی یا اف‌ام‌آرآی نشان می‌دهد که در یک مغز زنده حتی در هنگام خواب نیز تمام بخش‌ها، از خود سطوحی از فعالیت را نشان می‌دهند. فقط در صورت وجود آسیب جدی در مغز، بخش‌هایی از آن غیرفعال و خاموش هستند.
- مشخص کردن فعالیت‌ها در مغز: علاوه بر در نظر گرفتن مغز به عنوان یک جرم، مغز دارای مناطق مشخص برای انواع مختلف پردازش اطلاعات است. دهه‌های متوالی تحقیقات و مطالعات و نقشه‌برداری از مناطق مختلف پردازش داده‌ها، نشان داده که هیچ بخش بدون فعالیتی در مغز وجود ندارد.
- مطالعات ریزساختاری: در روش ثبت تک واحدی، محققان یک دستگاه کوچک الکترودی را در مغز قرار داده تا فعالیت‌های تک‌سلولی را بررسی کند. اگر ۹۰ درصد از مغز قابل استفاده نبود این تکنیک آن را افشا می‌کرد.
- هرس سیناپسی: سلول‌های مغزی که فعالیتی ندارند، تمایل به از بین رفتن و تباهی دارند. اگر ۹۰ درصد مغز قابل استفاده نباشد، کالبد شکافی افراد معمولی بزرگسال، انحطاط در مقیاس بزرگ را افشا می‌ساخت.

## در فرهنگ عامه و رسانه
تاکنون چندین کتاب، فیلم و داستان‌های کوتاه، در رابطه با این باور نادرست تولید شده‌اند. برای مثال رمان زمینه تاریک The Dark Fields , و انطباق فیلم نامحدود با آن رمان (که در آن به ۲۰٪ از کاربرد مغز نسبت به ۱۰٪ اشاره شده بود)، و نیز فیلم لوسی. در همه این آثار به مفهوم دسترسی به بقیه بخش‌های مغز توسط دارو یا انواع مواد اشاره شده‌است. شخصیت لوسی شخصی را به تصویر می‌کشد که توانایی‌های فزاینده خداگونه‌ای را با یکبار دسترسی به فراتر از ۱۰٪ به دست آورده‌است. هر چند این فیلم نشان می‌دهد که استفاده ۱۰ درصدی از مغز، جایگزین ظرفیت کلی مغز در یک زمان خاص است و استفاده بیشتر از ظرفیت مغز، منوط به استفاده بیشتر از دارو می‌باشد.
در دی‌سی کامیکس شخصیت دث‌استروک که قادر بود از ۹۰٪ مغز خود برای مبارزه و آموزش فنون رزمی و بیان استعداد خود استفاده کند.
باور نادرست ده درصد از مغز، بسیار زیاد در انواع تبلیغات و برنامه‌های سرگرم‌کننده دیده می‌شود و گاهی به عنوان یک حقیقت بیان می‌شود.
برخی از طرفداران این فرضیهٔ شبه علمی، در عصر جدید بر این باورند که ۹۰٪ دیگر مغز می‌تواند نمایشگاهی از قدرت روانی بوده و فرد با استفاده از آن قادر است همراه با انجام ادراک فوق‌العاده حسی، مورد آموزش قرار گیرد در صورتی که هیچ گونه توجیه و مدرک علمی برای اثبات این باور وجود ندارد که این قابلیت‌ها را پشتیبانی کند.